# Mansehra
Mansehra é uma cidade do Paquistão localizada na província da Khyber Pakhtunkhwa.